# Антуриум Шерцера
Анту́риум Ше́рцера (лат. Anthúrium scherzeriánum) — многолетнее травянистое вечнозелёное растение, вид рода Антуриум (Anthurium) семейства Ароидные, или Аронниковые (Araceae).
Этот вид антуриума легко отличим по большому, эффектному ярко-оранжевому и красно-оранжевому покрывалу и спирально закрученному початку. Выращивается во всём мире в качестве декоративного оранжерейного и комнатного растения. Выведено около 40 различных культурных форм.

## Ботаническое описание
Эпифиты или наземные растения.
Стебель очень короткий. Корни многочисленные, тонкие.
Катафиллы до 1,5 см длиной, утолщённые на вершине, высохшие коричневые, сохраняются в виде волокон.

### Листья
Листья распростёртые. Черешки цилиндрические, 4—20 см длиной, 1—3 мм в диаметре, никогда не превышают длину пластинки листа. Сосудики 4—7 мм длиной.
Листовые пластинки умеренно толстые, от линейных до эллиптических и ланцетовидных, 5—26 см длиной, 1,5—6,5 см шириной, постепенно заострённые на вершине, от тупых до клиновидных в основании; верхняя поверхность полуглянцевая, нижняя матовая, обе поверхности густо опушённые,  тёмно-зелёные. Центральная жилка сверху остро-выпуклая, у вершины утопленная, снизу выпуклая. Второстепенные жилки в числе 8—11 с каждой стороны, расположены под углом 45° к центральной жилке, почти невидимые сверху и снизу, соединяются петлями в общую менее ясную жилку. Общая жилка появляется около основания листовой пластинки или около одной из самых нижних второстепенных жилок в 1—3 мм от края.

### Соцветие и цветки
Соцветие вертикальное, равно или длиннее листьев. Цветоножка 14—52 см длиной, около 2 мм в диаметре. Покрывало умеренно толстое, ярко-красно-оранжевое (окраску сохраняет долго), от эллиптического до овального, 3,7—12 см длиной, 2,4—6 см шириной, быстро коротко заострённое на вершине, сердцевидное в основании (лопасти иногда накладываются друг на друга). Соцветие — початок, от бледно-оранжевого до красного, 2—8 см длиной, примерно 4 мм в диаметре в середине, суженный к вершине, обычно спирально закрученный.
Цветки обоеполые, протогеничные (рыльце созревает раньше тычинок). Цветочный квадрат 2 мм в длину и ширину, стороны от прямых до сигмовидных, 2—3 цветка видимы в основной спирали, 5—6 — в дополнительной; чашелистики глянцевые, покрыты редкими и мелкими папиллярами, боковой чашелистик примерно 1,3 мм длиной. Пестик слабо видимый, несколько прозрачный; рыльце линейное, 0,4—0,6 мм длиной. Тычинки появляются из основания, первая боковая предшествует последующей во второй-третьей спиралях, боковая показывается более, чем наполовину, прежде, чем покажутся последующие; нити гладкие, короткие, около 3 мм длиной, 0,5 мм шириной; пыльники белые, около 3 мм длиной, 0,5—0,7 мм шириной; связник скобообразный, немного разветвлённый; пыльца белая.
Созревание рыльца наблюдается через 2—3 дня после раскрытия початка, созревание пыльников — не ранее, чем через 15 дней. Отцветание цветков на соцветии происходит снизу вверх. Самоопыление часто исключено. От начала раскрытия початка до полного его увядания проходит до трёх месяцев.

### Плоды
Плод — оранжевые и красные ягоды. На каждом соцветии созревает до 100 ягод; в каждой ягоде — по 2—4 семени. В 1 г содержится от 400 до 450 семян.

## Распространение
Встречается в Коста-Рике.
Растёт в тропических влажных лесах, на высоте 1300—2100 м над уровнем моря. Растёт на склонах Центральных Кордильер и Кордильер де Таламанка, обращённых к Атлантическому океану.

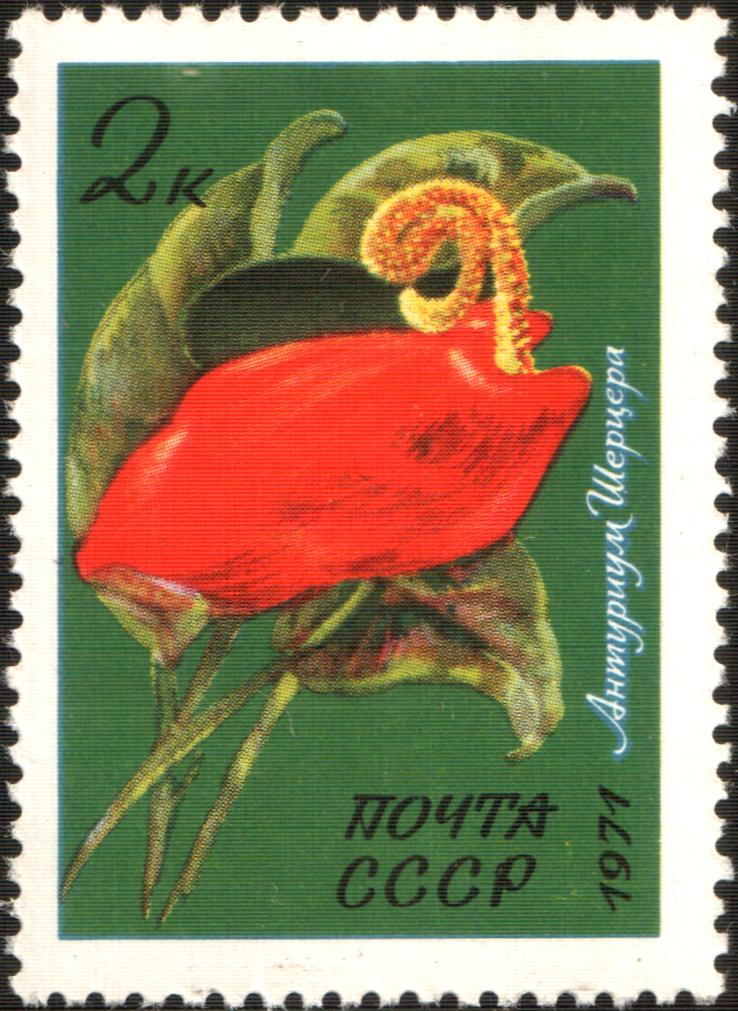
Антуриум Шерцера на марке СССР 1971 г.

## Классификация
Входит в секцию Porphyrochitonium.

## Антуриум Шерцера в филателии
Растение неоднократно изображалось на почтовых марках различных стран: Бельгия, 1960; Берег Слоновой Кости, 1978; Гренада, 2000; Израиль, 2003; Народная Республика Конго, 1984; СССР, 1971; Тайвань, 1999; Того, 1999; Тувалу, 2003.